# Microrregión de Frutal
La microrregión de Frutal es una de las  microrregiones del estado brasileño de Minas Gerais perteneciente a la Mesorregión del Triángulo Minero y Alto Paranaíba. Su población fue estimada en 2007 por el IBGE en 172.124 habitantes y está dividida en doce municipios. Posee un área total de 16.840 km².

## Municipios
|    | Municipio              | Población (2007) | Área (km²) | Gentílico             |
| -- | ---------------------- | ---------------- | ---------- | --------------------- |
| 01 | Campina Verde          | 18.680           | 3.663      | campina-verdense      |
| 02 | Carneirinho            | 8.859            | 2.061      | carneirinhense        |
| 03 | Comendador Gomes       | 3.087            | 1.043      | comendadorense        |
| 04 | Fronteira              | 13.983           | 199        | fronteirense          |
| 05 | Frutal                 | 51.766           | 2.430      | frutalense            |
| 06 | Itapagipe              | 14.019           | 1.795      | itapagipense          |
| 07 | Iturama                | 31.495           | 1.401      | ituramense            |
| 08 | Limeira do Oeste       | 6.492            | 1.318      | limeirense            |
| 09 | Pirajuba               | 3.694            | 332        | pirajubense           |
| 10 | Planura                | 10.289           | 318        | planurense            |
| 11 | San Francisco de Sales | 5.167            | 1.129      | são-francisco-salense |
| 12 | União de Minas         | 4.593            | 1.151      | uniense               |

Fuente: IBGE
- Datos: Q762379